# Чехословакия на летних Олимпийских играх 1972
Чехословакия принимала участие в летних Олимпийских играх 1972 года в Мюнхене, ФРГ.

## Медалисты
Золото
- Лудвик Данек — лёгкая атлетика, метание диска, мужчины
- Витезслав Маха — борьба греко-римская, полусредний вес, мужчины

 Серебро
- Милена Духкова — прыжки в воду, платформа, женщины
- Ладислав Бенеш, Франтишек Бруна, Владимир Габер, Иржи Каван, Арношт Климчик, Ярослав Конечный, Франтишек Кралик, Индржих Крепиндл, Винцент Лафко, Андрей Лукошик, Павел Микеш, Пётр Поспишил, Иван Сатрапа, Жденек Шкара, Ярослав Шкарван и Владимир Ярый — гандбол, мужчины
- Олдржих Свояновский, Павел Свояновский и Владимир Петршичек — академическая гребля, двойка с рулевым, мужчины
- Ладислав Фалта — стрельба из скорострельного пистолета, мужчины

 Бронза
- Ева Шуранова — лёгкая атлетика, прыжки в длину, женщины
- Отакар Маречек, Карел Неффе, Владимир Петршичек, Франтишек Провазник и Владимир Янош — академическая гребля, четвёрка с рулевым, мужчины

## Результаты соревнований

### Академическая гребля
В следующий раунд из каждого заезда проходили несколько лучших экипажей (в зависимости от дисциплины). В финал A выходили 6 сильнейших экипажей, ещё 6 экипажей, выбывших в полуфинале, распределяли места в малом финале B
Мужчины
| Соревнование | Спортсмены                    | Предварительный заезд | Предварительный заезд | Предварительный заезд | Отборочный заезд | Отборочный заезд | Отборочный заезд | Полуфинал | Полуфинал | Полуфинал | Финал   | Финал   | Итоговое место |
| Соревнование | Спортсмены                    | Заезд                 | Время                 | Место                 | Заезд            | Время            | Место            | Заезд     | Время     | Место     | Время   | Место   | Итоговое место |
| ------------ | ----------------------------- | --------------------- | --------------------- | --------------------- | ---------------- | ---------------- | ---------------- | --------- | --------- | --------- | ------- | ------- | -------------- |
| одиночки     | Ярослав Геллебранд            | 2                     | 7:58,15               | 5                     | 2                | 8:19,28          | 3 Q              | 1         | 8:44,60   | 6         | Финал B | Финал B | 12             |
| одиночки     | Ярослав Геллебранд            | 2                     | 7:58,15               | 5                     | 2                | 8:19,28          | 3 Q              | 1         | 8:44,60   | 6         | 8:11,04 | 6       | 12             |
| двойки       | Любомир Заплетал Петр Лакомый | 4                     | 7:25,92               | 2                     | 1                | 7:34,16          | 1 Q              | 2         | 7:45,11   | 3 QA      | Финал A | Финал A | 4              |
| двойки       | Любомир Заплетал Петр Лакомый | 4                     | 7:25,92               | 2                     | 1                | 7:34,16          | 1 Q              | 2         | 7:45,11   | 3 QA      | 6:58,77 | 4       | 4              |